# Pentanema germanicum
 Enula della Germania (nome scientifico  Pentanema germanicum  (L.) D.Gut.Larr, Santos-Vicente, Anderb., E.Rico & M.M.Mart.Ort., 2018) è una specie di pianta angiosperma dicotiledone della famiglia delle Asteraceae (sottofamiglia Asteroideae, tribù Inuleae e sottotribù Inulinae).

## Etimologia
Il nome del genere deriva da due parole greche "penta" (= cinque) e "nema" (= simile ad un filo).L'epiteto specifico (germanicum) indica uno degli areali della pianta.
Il nome scientifico della specie è stato definito dai botanici Carl Linnaeus (1707-1778), David Gutiérrez-Larruscain, María Santos-Vicente, Arne A. Anderberg (1954-), Enrique Rico (1953-) e María Montserrat Martínez Ortega (1969-) nella pubblicazione " Taxon; Official News Bulletin of the International Society for Plant Taxonomy. Utrecht" (  Taxon 67(1): 159 (2018).) del 2018.

## Descrizione

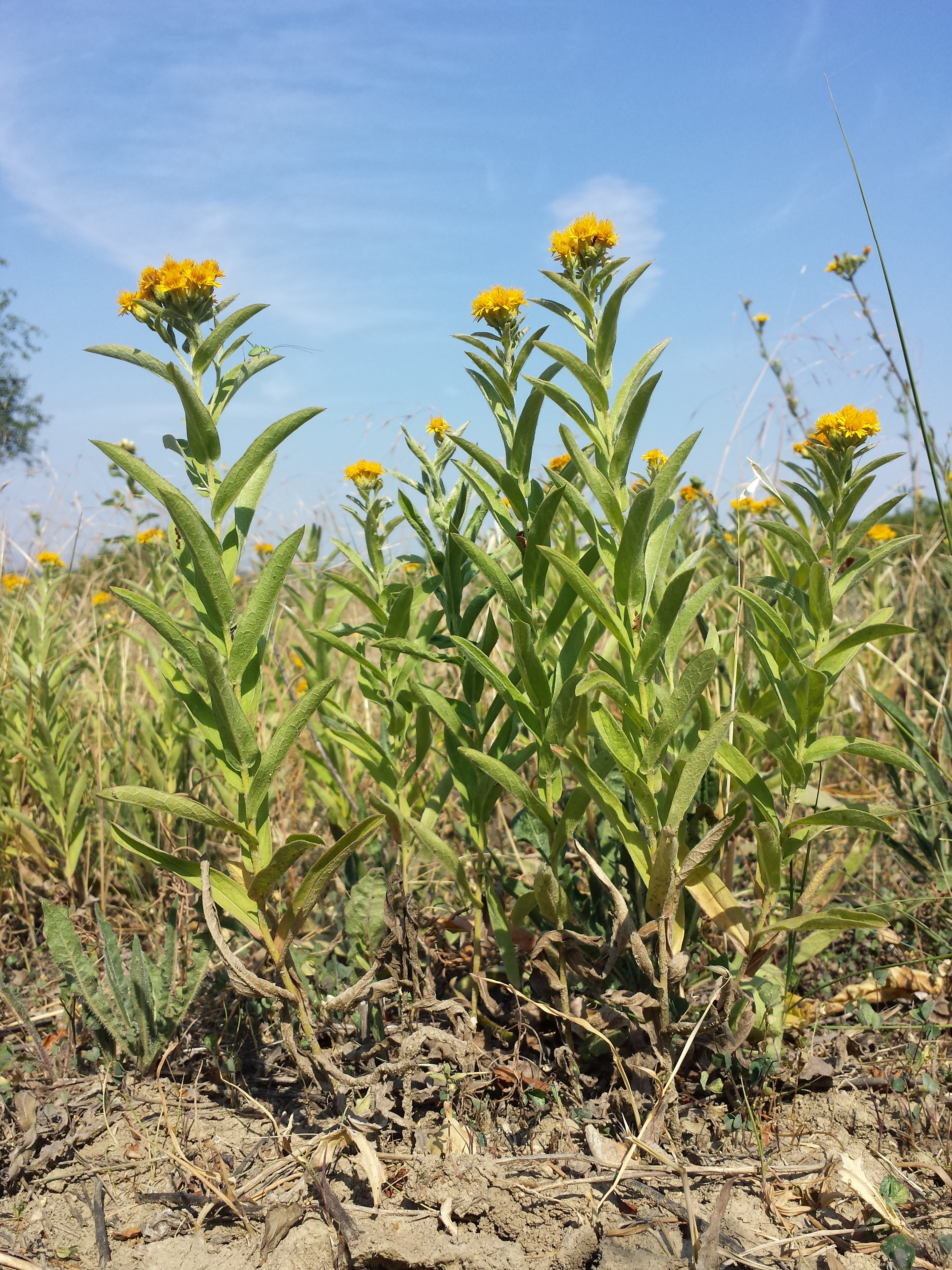
Il portamento

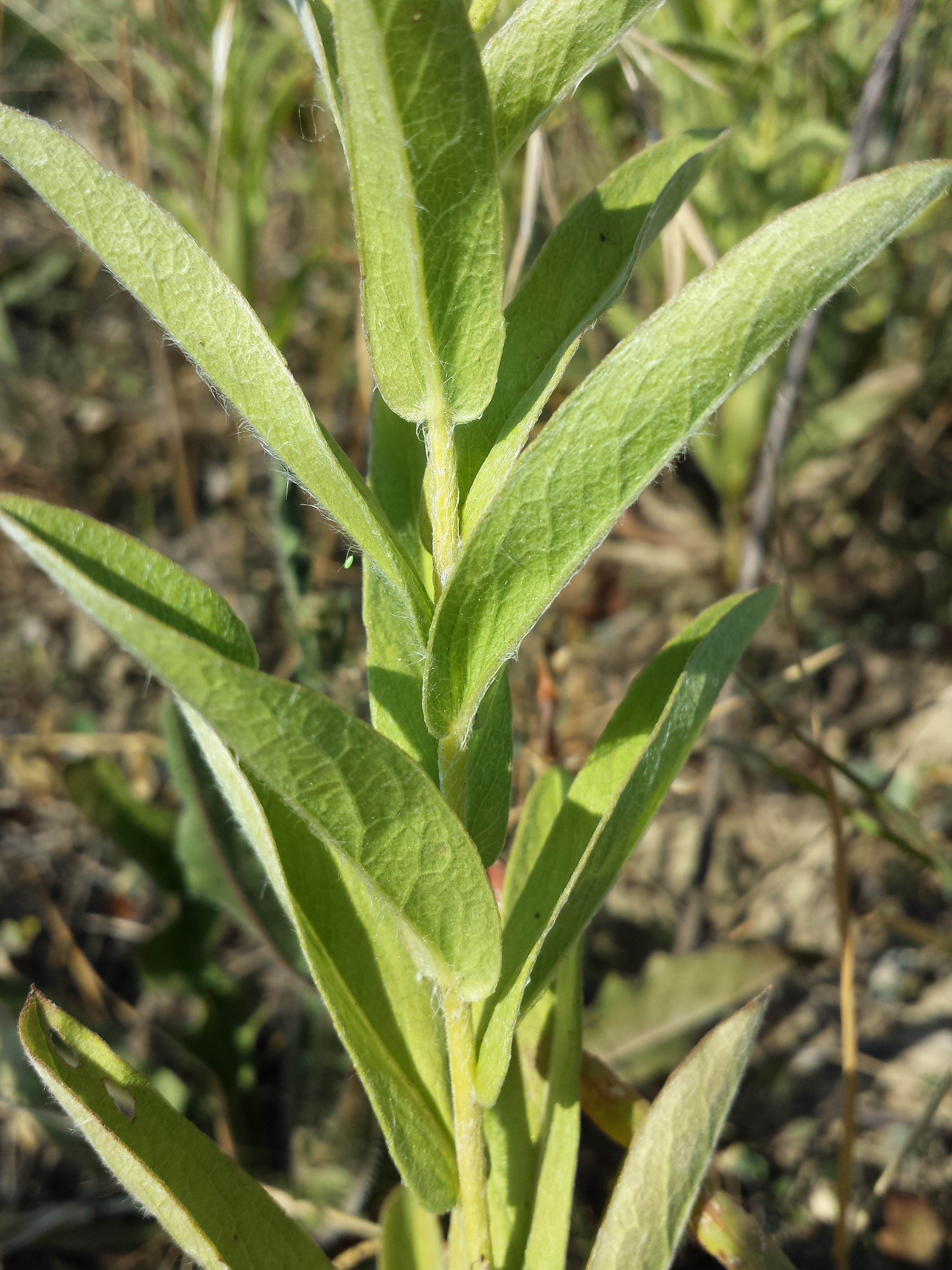
Le foglie

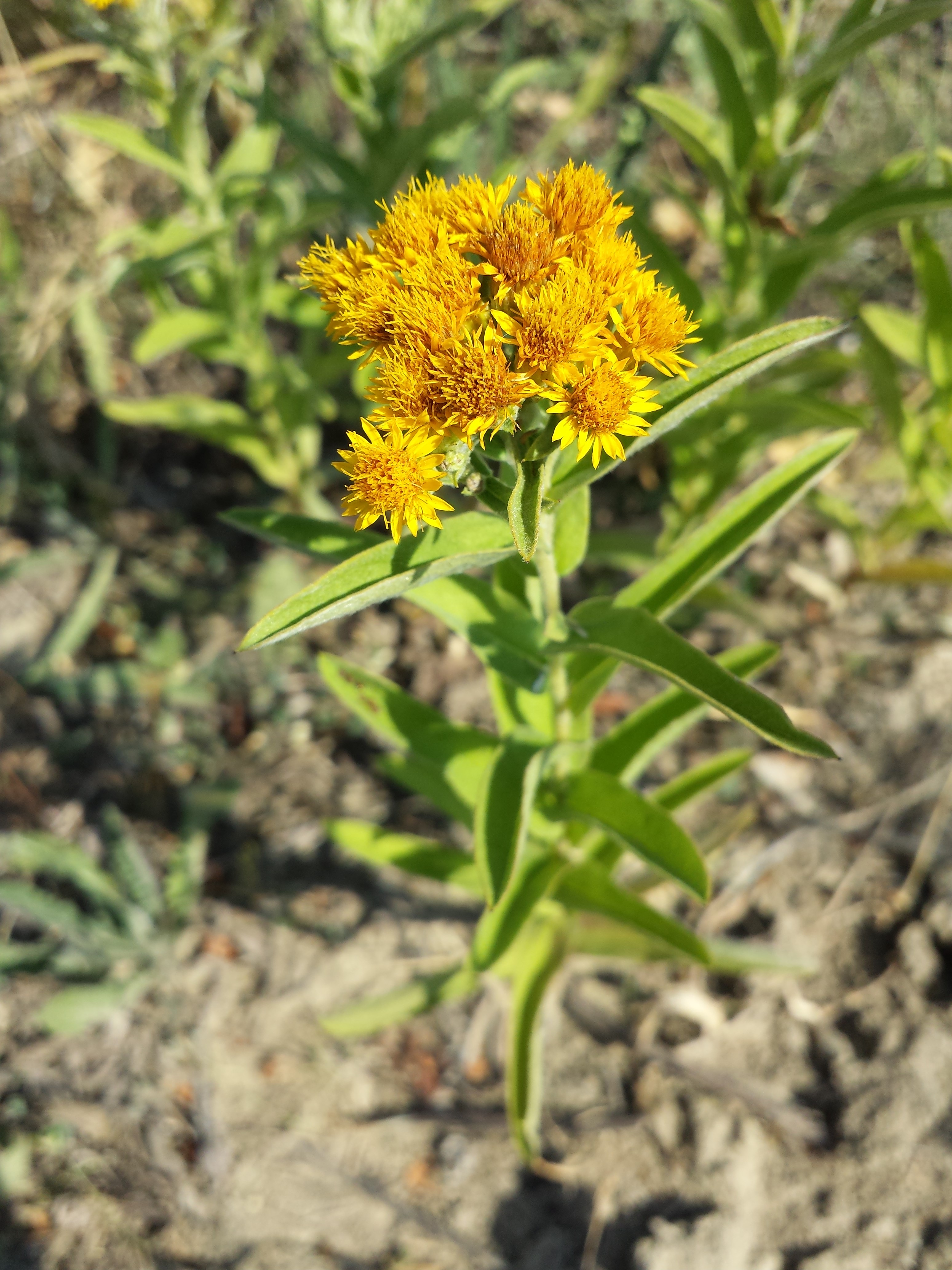
Infiorescenza

Portamento. La specie di questo voce è una erbacea con un ciclo biologico perenne senza canali resinosi. La forma biologica è emicriptofita bienne (H bienn), ossia in generale sono piante erbacee con gemme svernanti al livello del suolo e protette dalla lettiera o dalla neve e si distinguono dalle altre per il ciclo vitale biennale; ma anche emicriptofita scaposa (H scap).
Fusto. La parte sotterranea del fusto consiste prevalentemente in rizomi. Generalmente il floema è privo di strati fibrosi; inoltre sono assenti i tessuti latticiferi. I fusti sono eretti, arrossati, pubescenti e ghiandolosi. Altezza media: 5-12 dm.
Foglie. Le foglie lungo il caule sono disposte in modo alternato. La lamina è semplice, piatta con forme da oblunghe a lanceolate o ellittiche; i bordi sono continui o seghettati; la superficie può essere villosa. La nervatura è reticolata. Quelle basali hanno un breve picciolo di 2-4 cm. Quelle cauline sono abbraccianti il fusto ma non decorrenti. Dimensione delle lamine: 5-6 x 10-12 cm.
Infiorescenza. Le infiorescenze sono formate da capolini sia solitari che in formazioni corimbose. I capolini sono di tipo radiato eterogamo. I capolini sono formati da un involucro composto da brattee disposte in modo embricato al cui interno un ricettacolo fa da base ai fiori ligulati periferici o fiori del raggio e ai fiori tubulosi quelli centrali o del disco. L'involucro ha delle forme cilindriche. Le brattee, uninervie, sono disposte generalmente su più righe; hanno consistenza erbacea o cartilaginea, ma senza margini ialini; gli stereomi non sono divisi. Il ricettacolo è liscio e senza pagliette (a protezione della base dei fiori). Diametro dei capolini: 1 cm. Diametro dell'involucro: 6 mm.
Fiori.  I fiori sono tetra-ciclici (formati cioè da 4 verticilli: calice – corolla – androceo – gineceo) e pentameri (calice e corolla formati da 5 elementi). Si distinguono in:
- fiori del raggio (esterni): sono femminili e sono disposti su una serie; la forma è ligulata (zigomorfa);
- fiori del disco (centrali): sono più numerosi con forme brevemente tubulose (attinomorfe); sono ermafroditi e fertili.

- Formula fiorale:

*/x K {\displaystyle \infty }, [C (5), A (5)], G 2 (infero), achenio
- Calice: i sepali del calice sono ridotti ad una coroncina di squame.

- Corolla:

- fiori del raggio: la forma della corolla alla base è più o meno tubulosa-imbutiforme, mentre all'apice è brevemente ligulata (o minutamente ligulata); la ligula può terminare con alcuni denti; il colore è giallo; lunghezza della ligula: 1 mm;
- fiori del disco: la forma è tubulare bruscamente divaricata in 4-5 brevi lobi; il colore è giallo.

- Androceo: l'androceo è formato da 5 stami sorretti da filamenti generalmente liberi; gli stami sono connati e formano un manicotto circondante lo stilo; le teche (produttrici del polline) sono troncate e non sono speronate. La base delle antere può essere lunga o corta con code ramificate. Il tessuto dell'endotecio è a forma radiata. Le cellule del collare dei filamenti sono piatte o di tipo mammelloso.

- Gineceo: il gineceo ha un ovario uniloculare infero formato da due carpelli.[5] Lo stilo è unico e con due stigmi nella parte apicale. Gli stigmi spesso sono provvisti di peli acuti che terminano sopra la biforcazione senza raggiungerla, oppure da peli ottusi che terminano ben al di sotto della biforcazione. Le superfici stigmatiche confluiscono all'apice, mentre alla base sono separate in due distinte linee (lignee stigmatiche marginali[7]). Il polline è spinuloso.

- Antesi: da luglio a settembre.

Frutti. I frutti sono degli acheni con pappo. Gli acheni in genere sono provvisti di 5 fasci vascolari; la forma è ellissoide, spiralata o a sezione triangolare, spesso con coste sclerenchimatiche. Talvolta sono presenti dei condotti o delle cavità resinose. La superficie è glabra. L'epidermide dell'achenio è provvista di grandi cristalli di ossalato di calcio, oppure di cristalli simili alla sabbia, oppure ne è priva. Il pappo è formato da 30 setole capillari su una sola riga. 

## Biologia
Impollinazione: tramite insetti (impollinazione entomogama tramite farfalle diurne e notturne).

Riproduzione: la fecondazione avviene fondamentalmente tramite l'impollinazione dei fiori.

Dispersione: i semi cadono a terra e vengono dispersi soprattutto da insetti come formiche (disseminazione mirmecoria). Un altro tipo di dispersione è zoocoria: gli uncini delle brattee dell'involucro (se presenti) si agganciano ai peli degli animali di passaggio che portano così i semi anche su lunghe distanze. Inoltre per merito del pappo (se presente) il vento può trasportare i semi anche per alcuni chilometri (disseminazione anemocora).

## Distribuzione e habitat
Geoelemento: il tipo corologico (area di origine) è  Europeo / Ovest Asiatico.

Distribuzione: in Italia questa specie si trova raramente in Toscana. Fuori dall'Italia, nelle Alpi, questa specie si trova in Austria e Slovenia. Sugli altri rilievi collegati alle Alpi è presente nei Monti Balcani e Carpazi. Altrove si trova nell'areale del Mediterraneo orientale (esclusa l'Africa) fino al Caucaso e Kazakistan.

Habitat: l'habitat tipico per queste piante sono i boschi di latifoglie. Il substrato preferito è calcareo con pH basico, bassi valori nutrizionali del terreno che deve essere secco. 

Distribuzione altitudinale: sui rilievi alpini, in Italia, queste piante si possono trovare fino a circa 1000 m s.l.m.; nelle Alpi frequentano quindi i seguenti piani vegetazionali: collinare (oltre a quello planiziale). 

## Fitosociologia
Dal punto di vista fitosociologico alpino la specie di questa voce appartiene alla seguente comunità vegetale:
Formazione: delle comunità delle macro- e megaforbie terrestri
Classe: Trifolio-Geranietea sanguinei
Ordine: Origanetalia vulgaris
Alleanza: Geranion sanguinei

## Sistematica
La famiglia di appartenenza di questa voce (Asteraceae o Compositae, nomen conservandum) probabilmente originaria del Sud America, è la più numerosa del mondo vegetale, comprende oltre 23.000 specie distribuite su 1.535 generi, oppure 22.750 specie e 1.530 generi secondo altre fonti (una delle checklist più aggiornata elenca fino a 1.679 generi). La famiglia attualmente (2021) è divisa in 16 sottofamiglie; la sottofamiglia Asteroideae è una di queste e rappresenta l'evoluzione più recente di tutta la famiglia.

### Filogenesi
La tribù Inuleae (comprendente le Inulinae) è una delle 21 tribù della sottofamiglia Asteroideae). Da un punto di vista filogenetico, la tribù Inuleae, all'interno della sottofamiglia, fa parte del gruppo "Helianthodae". La sottotribù Inulinae è caratterizzata dalla particolare pubescenza dello stilo e dagli acheni con cristalli di ossalato di calcio. Il genere Pentanema è caratterizzato da capolini in prevalenza eterogami, da foglie compatte, piatte con forme ellittiche e fiori gialli.
Nella pubblicazione "Flora d'Italia" le specie di Pentanema della flora italiana sono suddivise in tre gruppi. Pentanema germanicum appartiene al gruppo caratterizzato da fiori ligulati più piccoli dell'involucro (o lo superano di poco).
I caratteri distintivi della specie  Pentanema germanicum sono:
- le foglie cauline sono amplessicauli;
- le brattee involucrali sono tomentose;
- le ligule superano di poco l'involucro e sono raggianti;
- gli acheni sono glabri e sono lunghi 1,5-2 mm.

Il numero cromosomico delle specie di questa voce è: 2n = 16.

### Sinonimi
Sono elencati alcuni sinonimi per questa entità:
- Aster germanicus (L.) Cav.
- Helenium germanicum  (L.) Kuntze
- Inula germanica  L.
- Ulina germanica  (L.) Opiz